# Anaphela luctifera
Anaphela luctifera là một loài bướm đêm thuộc họ Notodontidae.